# Tenganan
Tenganan is een plaats in het zuidoosten van Bali.
Tenganan ligt vier kilometer landinwaarts van Candi Dasa. De bewoners van Tenganan zijn Bali Aga. Ze leven nog volgens de oude regels van het animisme, van voor de opkomst van het hindoeïsme. Tenganan wordt omringd door een fort uit de elfde eeuw.
In Tenganan wordt dubbel-ikat, geringsing, een weeftechniek waarbij draden worden gebruikt waarop van tevoren al een patroon is geverfd.
In de omgeving is de 6 km lange wandelroute van Tenganan naar Tirtaganga (Heilig water uit de Ganges), waar een waterpaleis uit 1947. Het paleis bestaat uit een heilige bron en enkele vijvers.